# Gustaf Levinsson
Gustaf Paul Levinsson, född 25 mars 1896 i Bottnaryds församling, Jönköpings län, död 3 december 1983, var en svensk elektroingenjör.. 
Levinsson, som var son till lantbrukaren Levin Karlsson och Josefina Karlsson, avlade studentexamen i Jönköping 1915 och utexaminerades från Kungliga Tekniska högskolan 1919. Han var teknisk föreståndare för Sala stads elektricitetsverk 1921–1931, lärare i elektroteknik vid Bergslagens verkmästar- och teknikerskola i Sala 1921–1925 samt var chef för Halmstads stads elektricitetsverk 1931–1961 och för Halmstads stadstrafik 1945–1962.
Levinsson var ledamot av och vice ordförande i Sala stads vattenledningsstyrelse 1926–1931, ordförande i Halmstads kommunaltjänstemannaförening från 1939, Halmstads ingenjörsförening från 1942 och Halmstads tjänstemannaförening 1946. Han innehade kommittéuppdrag och var styrelseledamot i Svenska elverksföreningen och Föreningen för elektricitetens rationella användning under olika perioder. Han skrev Halmstads elverk 75 år (1965) samt artiklar i Svenska elverksföreningens handlingar och i facktidskrifter.